# Bouhlou (Marocco)
Bouhlou  (in arabo بوحلو‎?) è un centro abitato e comune rurale del Marocco situato nella provincia di Taza, regione di Fès-Meknès. Conta una popolazione di 8 748 abitanti (censimento 2014).